# 1998年3月13日月食
1998年3月13日月食为一次在协调世界时1998年3月13日出現的半影月食。該次月食半影食分為0.735、全影食分為-0.378。

## 概述
這次月食的食分是11.56。

## 基本參數
- 類型：半影月食
- 食甚資料：
  - 日期：1998年3月13日
  - 時間：4:20
  - 月球位置：赤經11.56度、赤緯4.0度
  - 食分：半影食分：0.735、全影食分：-0.378

## 外部連結
- NASA月食專頁（页面存档备份，存于）（英文）